# 굴뚝나비
굴뚝나비는 네발나비과의 나비이다. 굴뚝나비의 애벌레는 조릿대, 억새, 새포아풀 등을 먹고 산다.

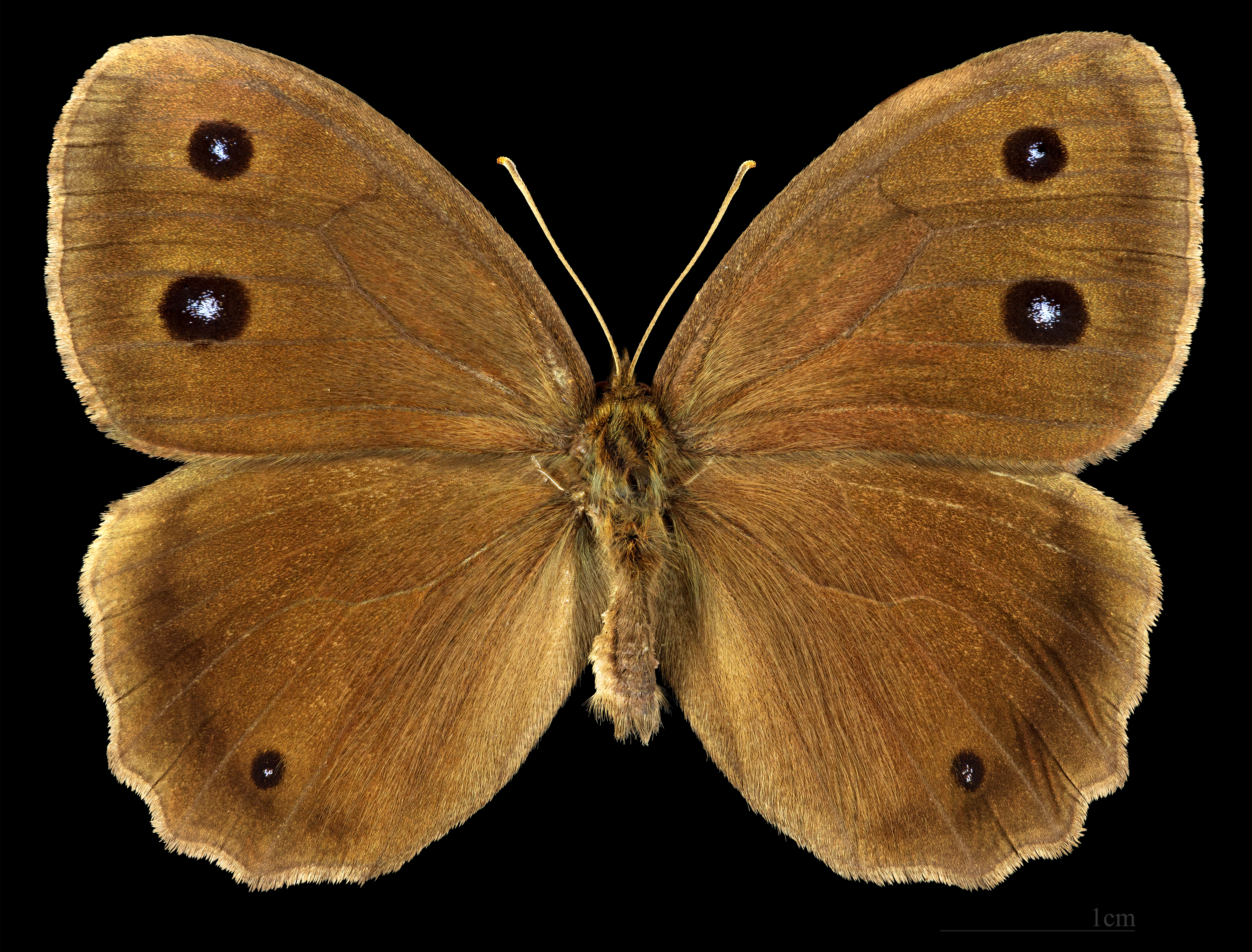
Minois dryas ♂
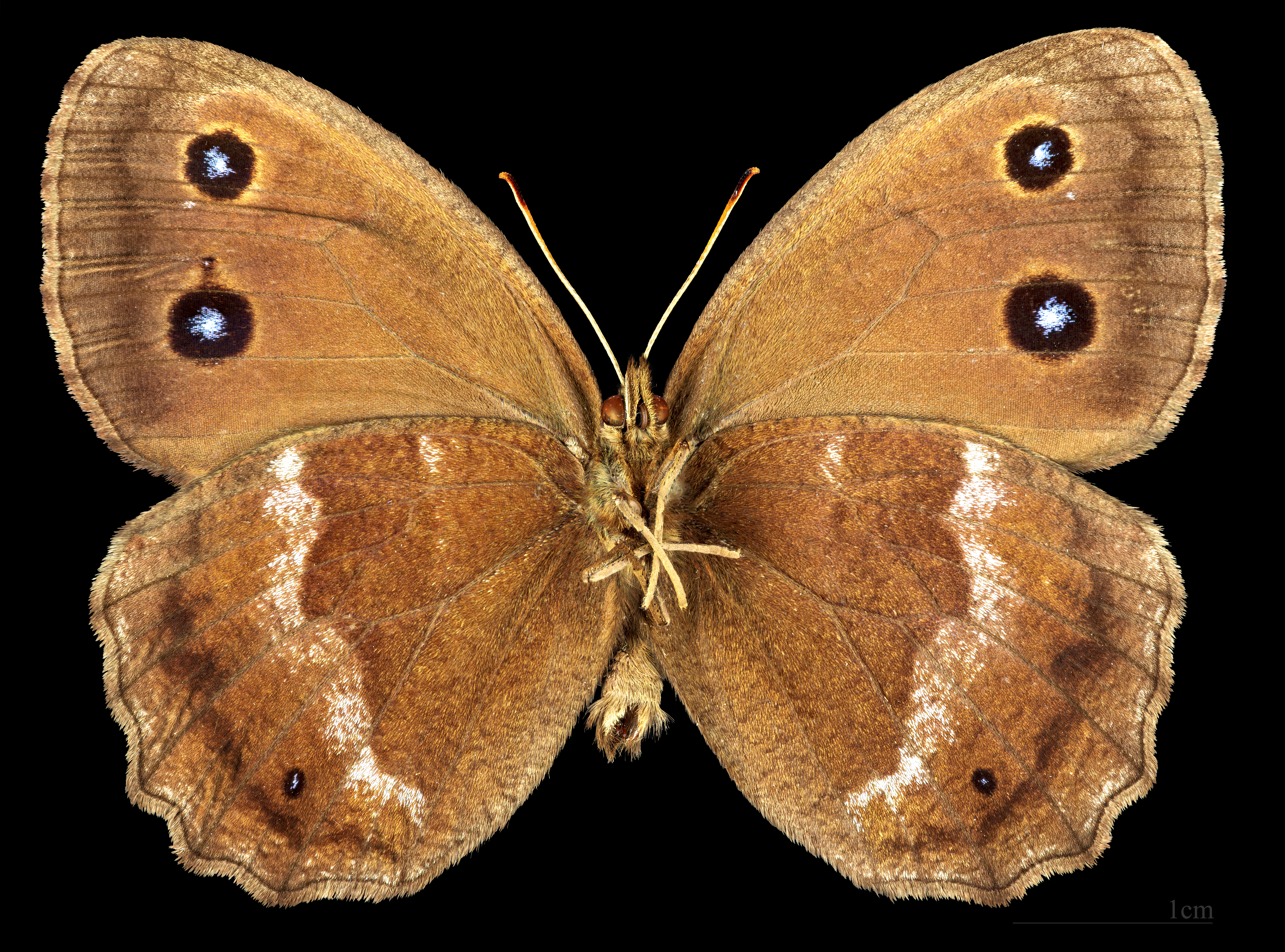
Minois dryas ♂ △